# الکترونیک هسته‌ای
الکترونیک هسته‌ای (به انگلیسی: Nuclear electronics) زیرشاخه‌ای از الکترونیک است که به طراحی و استفاده از سیستم‌های الکترونیکی پرسرعت برای تحقیقات فیزیک هسته‌ای و فیزیک ذرات بنیادی و برای مصارف صنعتی و پزشکی مربوط می‌شود.
عناصر اساسی چنین سیستم‌هایی شامل آشکارسازهای سریع برای ذرات باردار، تفکیک‌دهنده برای جداسازی آنها توسط انرژی، شمارنده برای شمارش پالس‌های تولید شده توسط ذرات منفرد، مدارهای منطقی سریع (شامل دروازه‌های هم‌برخورد و وتو)، برای شناسایی انواع خاصی از رویدادهای ذرات پیچیده، و تحلیلگرهای ارتفاع پالس (PHAs) برای مرتب‌سازی و شمارش پرتوهای گاما یا اَندرکُنش‌های (به انگلیسی: interactions) ذرات براساس انرژی، برای تحلیل طیفی.

## اجزای ابتدایی
برخی از اجزای ضروری که عناصر یک سیستم تحلیل الکترونیکی هسته‌ای را تشکیل می‌دهند عبارتند از:
- آشکارسازها
- منابع ولتاژ بایاس
- پیش‌تقویت‌کننده‌ها
- تفکیک‌کنندها
- دروازه‌های منطقی هم‌برخورد و وتو.
- شمارنده‌ها
- تحلیلگرهای ارتفاع پالس

این عناصر در ابتدا در آزمایشگاه‌های دانشمندانی که کار پیشرو در این زمینه را انجام می‌دادند، توسعه و ساخته شدند، اما امروزه توسط فروشندگان تخصصی مختلفی طراحی، توسعه و تولید می‌شوند:
- ای‌جی‌اندجی اُورتک
- آکسفورد اینسترومنتس
- استندفورد ریسرچ سیستمز
- تِنِلِک